# Plešivec (Lužické hory, 597 m)
Plešivec (německy Plissenberg) je zalesněný znělcový vrch o nadmořské výšce 597 m v Lužických horách, nacházející se zhruba 2 kilometry severovýchodně od města Chřibská.
V údolí na úpatí kopce jsou dva malé vodopády.
Jižním a západním úbočím vrchu vede ve výšce asi 480 m n. m. železniční trať 081 Děčín – Benešov nad Ploučnicí – Rumburk, pod sedlem mezi Plešivcem a sousedním vrchem Žulovec se nachází železniční stanice Chřibská.
Ve východní části Lužických hor se nachází ještě kopec se stejným jménem – Plešivec (658 m n. m.), tyčící se 1,5 km severozápadně od Krompachu. Oba Plešivce dělí 13 km a vzdušná čára mezi nimi prochází přes všechny 3 nejvyšší vrcholy Lužických hor – Luž (793 m), Pěnkavčí vrch (792 m) a Jedlová (776 m).